# Jan Leegwater
Johannes Arie (Jan) Leegwater (Berkhout, 1 december 1937 –  Groningen, 9 september 2021) was een burgemeester in Nederland.

## Levensloop
Hij was hoofd van de Vakschool voor bloembollen en bloembollenteelt in Heerhugowaard en daarnaast CDA-wethouder in Obdam voor hij in januari 1981 benoemd werd tot burgemeester van Kloosterburen. Op 1 januari 1990 was er in de provincie Groningen een grote gemeentelijke herindeling waarbij Kloosterburen opging in de gemeente de Marne en hij op diezelfde datum benoemd werd tot burgemeester van Scheemda. In december 1999 vertrok hij daar, mede omdat er een nieuwe gemeentelijke herindeling leek aan te komen. Twee maanden later werd hij daar opgevolgd door Truida Jonkman-Jansen.
Na zijn burgervaderschap in Scheemda was Leegwater in 2003 korte tijd voorzitter van voetbalclub BV Veendam.
In 2008 werd bekend dat Leegwater na enkele dagen het lintje, behorende bij zijn benoeming tot lid in de Orde van Oranje-Nassau, teruggegeven had en hiermee de hem toegekende koninklijke onderscheiding weigerde. Het Algemeen Dagblad citeerde Leegwaters overwegingen als dat hij zich "miskend, vernederd en beledigd" voelde met slechts de benoeming tot lid in plaats van ridder of commandeur. De weigering zou volgens Leegwater op aandringen van Hans van der Laan, vice-voorzitter van het Nederlands Burgemeesterelftal, tot stand gekomen zijn.
Jan Leegwater was de grootvader van het Nederlandse topmodel Ymre Stiekema uit Tolbert.
In de voormalig gemeente Scheemda spelen de voetbalclubs nog altijd om de Jan Leegwater-Bokaal. Winnaars:
- 2014 - v.v. Heiligerlee[3]
- 2013 - v.v. Westerlee
- 2012 - Sc Scheemda (zat) (15de editie)
- 2011 - MOVV

Als gevolg van een fietsongeval overleed Leegwater op 83-jarige leeftijd.